# Lumbricillus aestuum
Lumbricillus aestuum är en ringmaskart som först beskrevs av Stephenson 1932.  Lumbricillus aestuum ingår i släktet Lumbricillus och familjen småringmaskar. Inga underarter finns listade i Catalogue of Life.